# Zīārat (ort i Iran, Hormozgan, lat 26,65, long 57,08)
Zīārat (persiska: زيارت حسن آباد, زيارَتِ كيلا, زِيارَت, زِيارِه, زيارَت كَلِّه, زيارت) är en ort i Iran.   Den ligger i provinsen Hormozgan, i den sydöstra delen av landet, 1 100 km sydost om huvudstaden Teheran. Zīārat ligger 15 meter över havet och antalet invånare är 229.
Terrängen runt Zīārat är platt åt nordost, men åt sydost är den kuperad. Havet är nära Zīārat västerut. Runt Zīārat är det ganska glesbefolkat, med 25 invånare per kvadratkilometer. Trakten runt Zīārat är ofruktbar med lite eller ingen växtlighet.